# The Troubadour

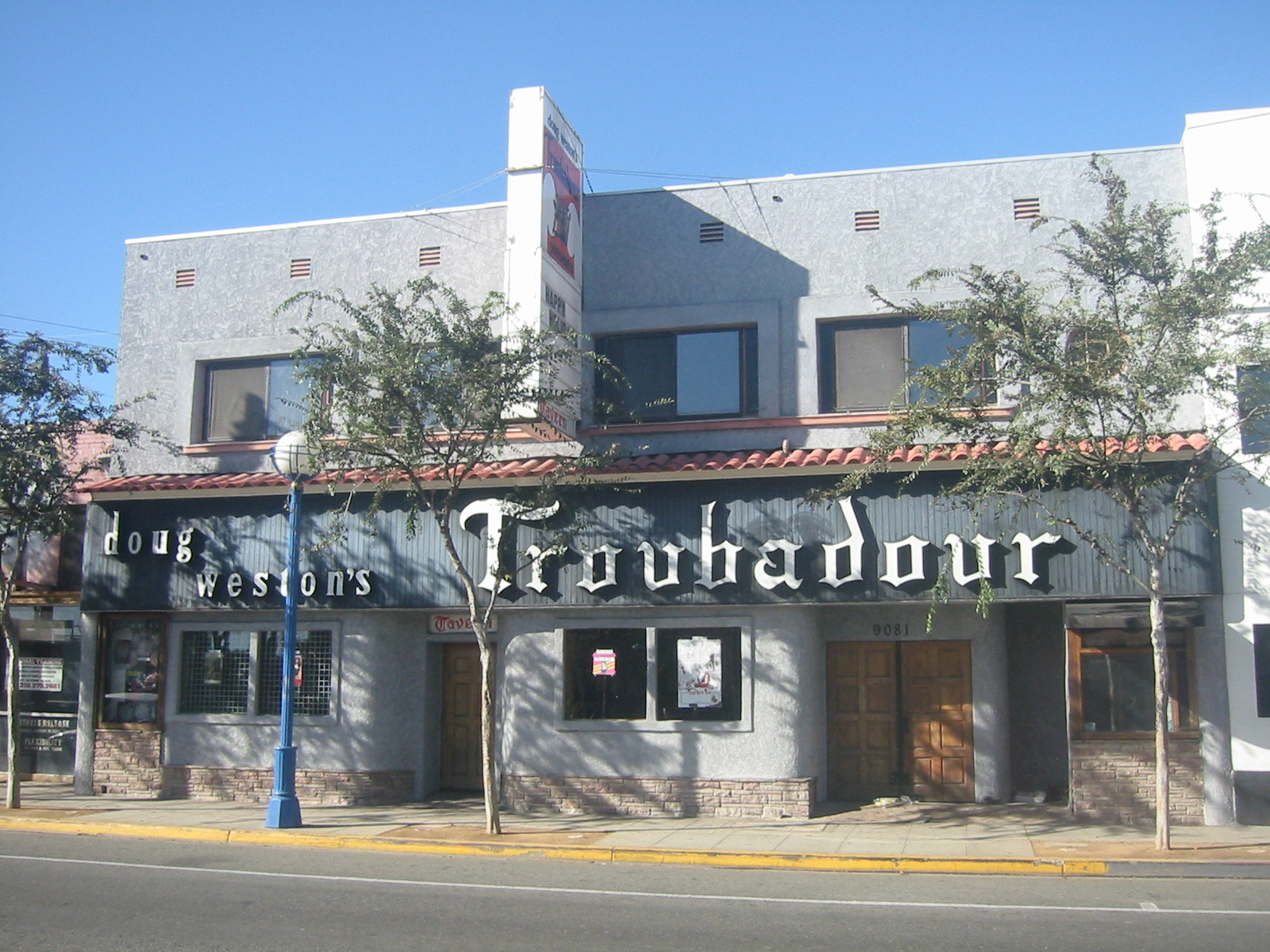
De buitenkant van The Troubadour in 2006.

The Troubadour is een nachtclub aan Santa Monica Boulevard 9081 in West Hollywood (Californië). Het gebouw werd in 1957 geopend en speelde vanaf de jaren zestig een belangrijke rol in de Amerikaanse folkmuziek. In de loop der jaren heeft een groot aantal prominente muzikanten in the Troubadour gespeeld en zijn er diverse livealbums opgenomen.

## Geschiedenis
In dit overzicht staan een aantal belangrijke gebeurtenissen uit de geschiedenis van The Troubadour vermeld.

### 1957-1969
- In 1965 spelen The Byrds voor het eerst hun versie van Bob Dylan ’s  Mr. Tambourine Man.
- In 1966 geeft Buffalo Springfield het eerste liveoptreden.
- In 1968 zingt Gordon Lightfoot voor het eerst in de Verenigde Staten.
- In 1969 neemt Tim Buckley het album Live at the Troubadour op.

### 1970-1979
- In 1970 ontmoeten Don Henley en Glenn Frey elkaar in de Troubadour voor het eerst.
- In 1970 viert Janis Joplin een feest in The Troubadour. De volgende dag wordt ze dood gevonden in een hotel, na een overdosis.
- In 1971 schrijft Lori Liebermann het nummer Killing me softly with his song, geïnspireerd door een optreden van Don McLean in The Troubadour.
- In 1972 neemt Donny Hathaway het album Live at the Troubadour op.
- In 1973 neemt Van Morrison in The Troubadour zijn livealbum It ’s too late to stop now op.
- In 1973 geven de Pointer Sisters hun eerste optreden.
- In 1974 geeft the Average White Band een aantal succesvolle optredens, na het laatste optreden overlijdt drummer Robbie McIntosh aan een overdosis.
- In 1975 neemt Miles Davis zijn album Live at the Troubadour op.
- In 1978 geeft the Knack een optreden met als speciale gasten Bruce Springsteen, Tom Petty, Stephen Stills en Ray Manzarek.
- In 1979 neemt Rickie Lee Jones haar nummer Chuck E ‘s in love op, over muzikant en Troubadour-werknemer Chuck E. Weiss.
- In 1979 brengen the Eagles het nummer Sad Café op, dat gaat over the Troubadour.

### 1980-1989
- In 1984 geeft hair-metal band  Warrant het eerste optreden in the Troubadour.
- In 1986 geeft Guns N' Roses een optreden in the Troubadour, dat hen een contract oplevert.

### 1990-1999
- In 1991 treedt Pearl Jam (voorheen Mookie Blaylock) voor het eerst op onder de nieuwe naam.
- In 1996 brengt Elvis Costello zijn 4-delige live CD box Live at the Troubadour uit.
- In 1996 geeft Fiona Apple haar eerste optreden in de Verenigde Staten.
- In 1998 treedt Shonen Knife op tijdens een verrassingsoptreden.
- In 1999 geven The Foo Fighters hun eerste optreden met gitarist Chris Shiflett.

### 2000-2009
- In 2003 brengt Phantom Planet het album Live at the Troubadour uit.
- In 2004 geeft Franz Ferdinand het eerste optreden in LA.
- In 2005 geeft Coldplay een geheim optreden, waar ze vijf nummers spelen van hun derde album X&Y.
- In 2005 geven The Go-Betweens hun laatste optreden in de USA, voordat mede-oprichter Grant McLennan overlijdt in 2006.
- In 2006 geven de Red Hot Chili Peppers een presentatie van hun nieuwste album Stadium Arcadium.
- In 2006 geeft Lilly Allen haar eerste US optreden.
- In 2007 viert the Troubadour zijn vijftigjarig jubileum met een aantal optredens van James Taylor en Carole King en hun originele band (Russ Kunkel, Danny Kortchmar en Leland Sklar).

### 2010-2019
- In 2010 geeft Manu Chao de eerste US club show.
- In 2011 werd een documentaire uitgebracht over de club getiteld The Troubadours: Carole King/James Taylor & The Rise of the Singer-Songwriter.
- In 2011 geeft Prince twee verrassingshows.
- In 2011 geeft Cypress Hill het eerste optreden met Muggs in 9 jaar, samen met Slash en System of a Down.
- In 2012 treedt Ringo Starr op met zijn nieuwe album. Hij staat op het podium met Joe Walsh en Don Was.
- In 2013 geven Emmylou Harris en Rodney Crowell een optreden met als speciale gasten onder meer Joan Baez, Bonnie Raitt, the Zac Brown Band, JD Souther, Damien Rice en Joan Osborne.
- In 2014 moet David Crosby zijn optreden in The Troubadour afzeggen wegens een hartoperatie. Later geeft hij alsnog vijf uitverkochte optredens.
- In 2015 treedt Ryan Adams samen op met Nathalie Prass.
- In 2015 geeft Tom Petty een verrassingsoptreden met Jackson Browne, Jeff Lynne en Dawes.
- In 2016 geeft Guns N' Roses een verrassingsoptreden in de “klassieke” bezetting met Axl Rose, Slash en Duff McKagan.
- In 2017 geeft Maggie Rogers haar LA debuut in een uitverkochte Troubadour.
- In 2017 geven Stone Temple Pilots hun eerste optreden sinds de oorspronkelijke zanger Scott Weiland is overleden in 2015. Hij wordt vervangen door Jeff Gutt.
- In 2018 treedt Michael Nesmith voor het eerst weer op met The First National Band.
- In 2018 eindigt Phoebe Bridgers haar Amerikaanse tournee in the Troubadour, met als gasten Conor Oberst en Noah Gundersen
- In 2018 laat Marcus King Band  voor het eerst het nieuwe album Caroline Confessions horen in een uitverkochte Troubadour.
- In 2019 spelen Lukas Nelson & Promise of the Real tweemaal voor een uitverkochte Troubadour.
- In 2019 speelt Limp Bizkit voor het eerst sinds 2012 in de originele bezetting, met gasten  Machine Gun Kelly en Marilyn Manson.